# Рёсслер, Рудольф (художник)
Рудольф Рёсслер (нем. Rudolf Rössler ; 28 апреля 1864, Габлонц-ан-дер-Нейсе (ныне Либерецкий край, Чехия) — 16 октября 1934, Вена, Австрия) — австрийский художник, педагог.

## Биография
Окончил Академию изобразительных искусств в Вене. Работал в Вене. С 1887 по 1893 год — профессор Венского университета прикладного искусства. Среди его известных учеников был Рудольф Фукс.
Р. Рёсслер — автор ряда жанровых полотен.
Разработал множество австрийских банкнот, некоторые в сотрудничестве с другими художниками, такими как Густав Климт, Йозеф Пфайффер и Рудольф Джанк.

## Избранные работы

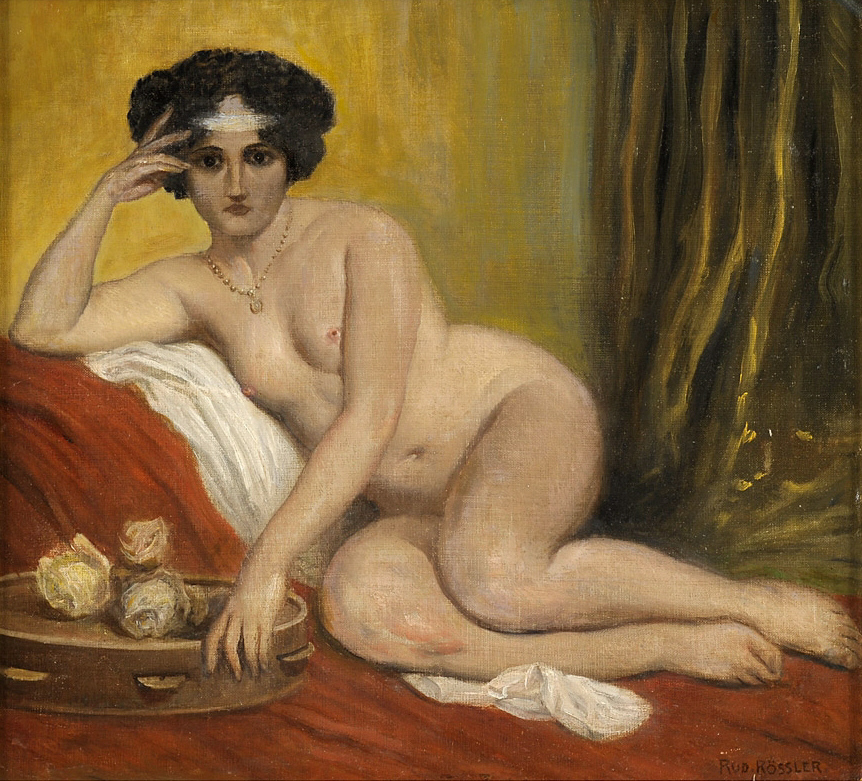
Одалиска
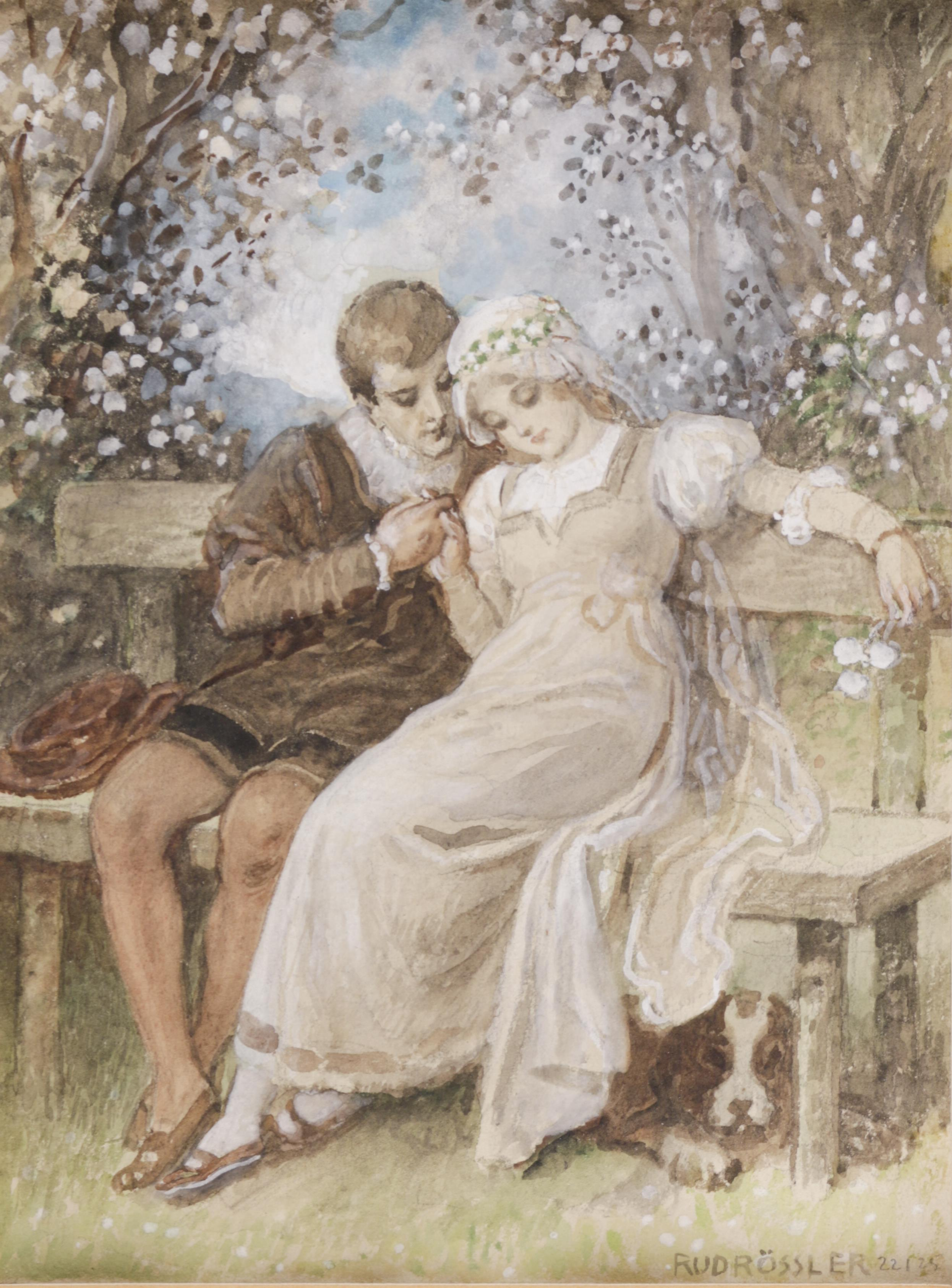
Пара влюблённых
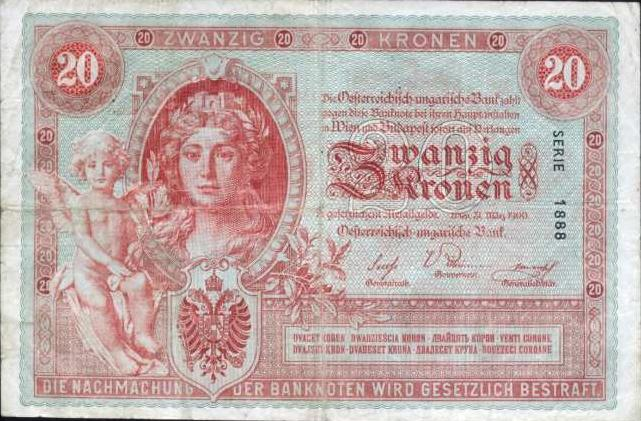
Банкнота достоинством 20 австро-венгерских крон (1900 г.)
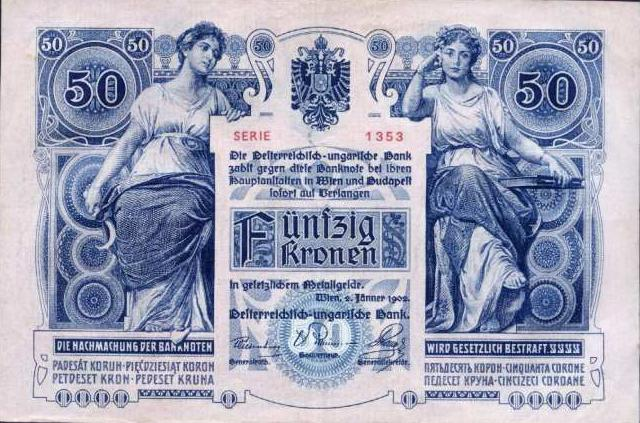
Банкнота достоинством 50 австро-венгерских крон (1902 г.)

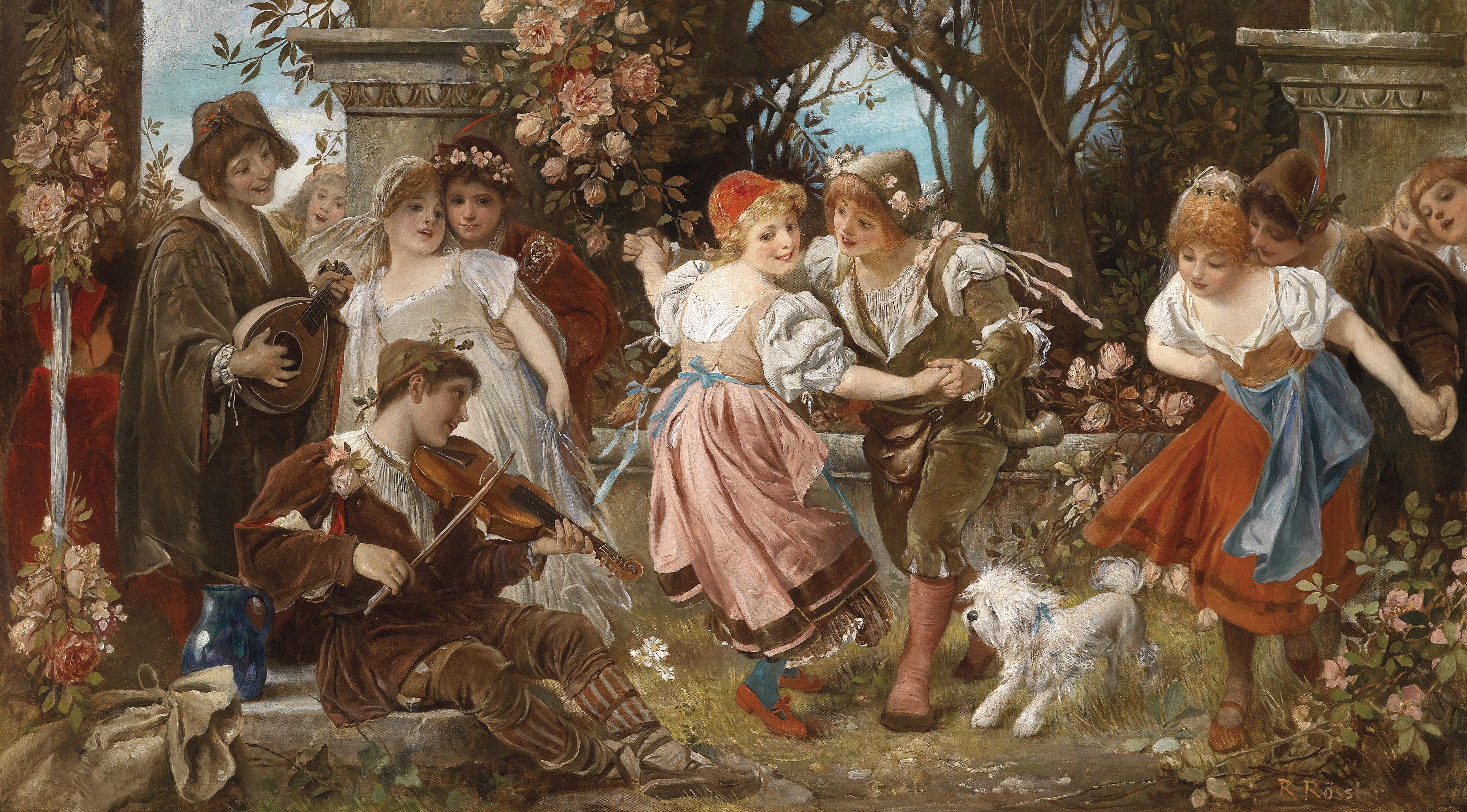
Детский танец в розовом саду